# Hanne Haugland
Pour les articles homonymes, voir Haugland.
Hanne Birgit Haugland (née le 14 décembre 1967 à Haugesund) est une athlète norvégienne spécialiste du saut en hauteur.

## Biographie
Sa meilleure année a été en 1997 : en début d'année, elle remporte le bronze aux Championnats du monde en salle en franchissant 2,00 m. Puis en août, elle devient  championne du monde à Athènes avec 1,99 m, devant la Russe Olga Kaliturina et l'Ukrainienne Inha Babakova ex æquo à 1,96 m.

## Palmarès
| Date | Compétition                    | Lieu      | Résultat | Marque |
| ---- | ------------------------------ | --------- | -------- | ------ |
| 1989 | Championnats d'Europe en salle | La Haye   | 2e       | 1,96 m |
| 1990 | Championnats d'Europe en salle | Glasgow   | 4e       | 1,91 m |
| 1990 | Championnats d'Europe          | Split     | 8e       | 1,89 m |
| 1993 | Championnats du monde          | Stuttgart | 9e       | 1,88 m |
| 1993 | Finale du Grand Prix IAAF      | Londres   | 3e       | 1,91 m |
| 1994 | Championnats d'Europe en salle | Paris     | 6e       | 1,93 m |
| 1994 | Championnats d'Europe          | Helsinki  | 5e       | 1,93 m |
| 1995 | Championnats du monde en salle | Barcelone | 9e       | 1,93 m |
| 1995 | Championnats du monde          | Göteborg  | 6e       | 1,96 m |
| 1996 | Jeux olympiques                | Atlanta   | 8e       | 1,96 m |
| 1997 | Championnats du monde en salle | Paris     | 3e       | 2,00 m |
| 1997 | Championnats du monde          | Athènes   | 1re      | 1,99 m |
| 1997 | Finale du Grand Prix IAAF      | Fukuoka   | 4e       | 1,96 m |
| 1999 | Championnats du monde          | Séville   | 10e      | 1,93 m |
| 2000 | Jeux olympiques                | Sydney    | qual.    | 1,89 m |

## Records
| Épreuve         | Épreuve      | Performance | Lieu        | Date                        |
| --------------- | ------------ | ----------- | ----------- | --------------------------- |
| Saut en hauteur | En plein air | 2,01 m      | Zurich      | 13 août 1997                |
| Saut en hauteur | En salle     | 2,00 m      | Spała Paris | 17 février 1995 8 mars 1997 |